# Gravedona
Gravedona (Gravedona in dialetto comasco pronuncia fonetica IPA: /ɡraveˈdona/) è una località di 2 759 abitanti, sede dal febbraio 2011 del comune di Gravedona ed Uniti nella provincia di Como, di cui costituisce un municipio.
Sino al 10 febbraio 2011 ha costituito un comune autonomo, che confinava con i comuni di Colico (LC), Domaso, Dosso del Liro e Peglio. Il nuovo comune di Gravedona ed Uniti è frutto dell'aggregazione di Gravedona con i comuni di Consiglio di Rumo e Germasino.
Sorge nella pianura alluvionale del torrente Liro, sulla sponda occidentale del Lago di Como, a circa 52 km dal capoluogo di provincia. Sulla sponda orientale, di fronte a Gravedona, si trovano la penisola di Piona e il Monte Legnone, ultima montagna lariana prima dell'inizio della Valtellina.
È capoluogo della Comunità montana Valli del Lario e del Ceresio, nata il 1º settembre 2009 accorpando in un unico organismo la Comunità Montana dell'Alto Lario Occidentale e la Comunità Montana delle Alpi Lepontine.

## Origini del nome
Varie ipotesi sono state fatte sull'origine del toponimo "Gravedona", che riportano a diverse popolazioni, ma la più accreditata lo fa risalire alla radice celto-ligure "grava", che indica una costa ghiaiosa.

## Storia
Gravedona fu abitata fin dalla preistoria: prova ne sono i ritrovamenti di massi cupelliformi e tombe a cremazione tipiche delle popolazioni galliche (secoli V-IV a.C.).
All'epoca preromana risalgono alcune tombe rinvenute presso la località detta Sasso del Castello.
L'epoca romana è testimoniata dai toponimi della zona e dal ritrovamento di alcune are, delle quali alcune sono state ritrovate dove si trovava il castello, una si trova all'esterno della chiesa di Santa Maria del Tiglio e un'altra all'interno della chiesa stessa. Fondamentale per lo sviluppo del paese in questo periodo fu la presenza dell'Antica Via Regina, l'asse viario che univa la pianura milanese a Chiavenna, passando per Como, e proseguiva fino ai passi alpini dello Julier, del Septimer e dello Spluga.

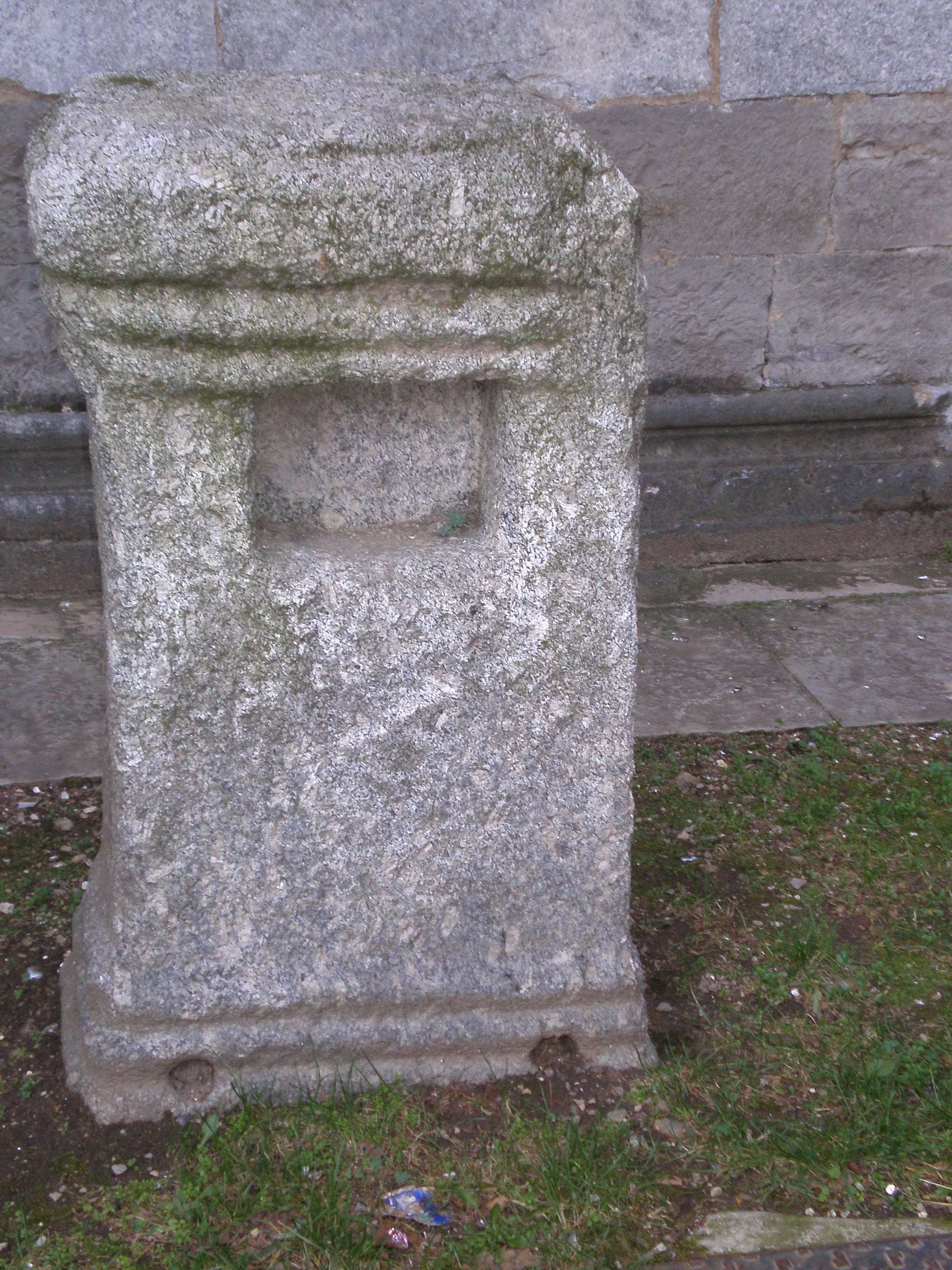
L'ara romana all'esterno di Santa Maria del Tiglio

Felice, primo vescovo di Como nel 368, fu il primo diffusore del Cristianesimo sul Lario, ma fu con Abbondio, altro grande vescovo di Como, che la chiesa locale si organizzò: in questo modo nacquero le prime Pievi (cioè associazioni territoriali di parrocchie), sottoposte alle chiese plebane.
A Gravedona si trovavano una chiesa plebana e un battistero, a testimonianza dell'importanza raggiunta dalla parrocchia; è proprio nel battistero, l'attuale Santa Maria del Tiglio, che è stato rinvenuto un lacerto di mosaico pavimentale del V secolo, mentre nella vicina parrocchiale di San Vincenzo si trovano due stele funerarie romane cristiane, a ricordo di due ragazze (definite famulae Christi) morte rispettivamente nel 502 e nel 508.
Nel 587 i Longobardi conquistarono il territorio lariano; di questa dominazione a Gravedona restano pochissime tracce, ritrovabili soprattutto in alcune voci dialettali (ad esempio, il termine gudaz per designare il padrino di battesimo) e nella diffusione del culto di San Giovanni Battista, a cui Teodolinda era molto devota. Nel 768 la regina Ansa, consorte di Desiderio, donò al monastero di Santa Cristina beni a Gravedona, l'ente, ancora nella seconda metà del X secolo, possedeva a Gravedona un palazzo e diversi fondi agricoli.
Nel X secolo la zona di Gravedona "alta", cioè quella posta sullo strampiombo roccioso più a nord della piana alluvionale del Liro, venne chiamata castellum, è intorno a questo nucleo che si sviluppa il borgo in epoca comunale.
Nel 1020, essendo insorti i Milanesi contro la dominazione dell’imperatore  Enrico II, il governatore Lanfranco Stampa dovette fuggire da Milano e si rifugiò a Gravedona, ove venne accolto con grandi onori insieme alle illustri famiglie Curti e Casanova provenienti dalla Francia, che nel frattempo si erano unite ai sostenitori dell'imperatore.
Nel 1072 iniziò la costruzione della chiesa plebana di San Vincenzo, su un precedente edificio di cui restano i muri del lato nord.
Gravedona fu parte attiva nella guerra decennale (1118-1127) tra Como e Milano, parteggiando per quest'ultima; questo fa supporre che fosse parte del territorio del Contado di Milano. La guerra portò alla sconfitta e distruzione di Como, che venne ricostruita grazie all'aiuto di Federico Barbarossa, il quale aveva interessi a un'alleanza in funzione anti-meneghina.
Nel 1154 Gravedona costituiva già un'entità comunale autonoma, costituita da una piccola cerchia di famiglie nobiliari.
Quando, nel 1176, Federico Barbarossa fu sconfitto a Legnano, fuggì verso la Germania proprio passando da Como e poi risalendo il lago con la sua flotta. Una fonte narra che nel 1178 un convoglio che portava il tesoro del Barbarossa fu fermato da una flotta di imbarcazioni di Gravedona, che lo depredarono della maggior parte del bottino di guerra, sottraendogli addirittura una corona reale. Si dice che alla Pace di Costanza, alla quale prese parte anche il comune gravedonese, in occasione della firma degli accordi il Barbarossa abbia esclamato: "Perdono tutti, tranne i perfidi Gravedonesi!", dichiarandoli indegni della sua grazia. Nel periodo comunale ci fu una fioritura dei centri più importanti dell'alto lago, tra cui Dongo, Domaso e Gravedona. In quel periodo Gravedona entrò a far parte della Repubblica delle Tre Pievi assieme ai Comuni di Dongo e Sorico, divenendone il capoluogo.

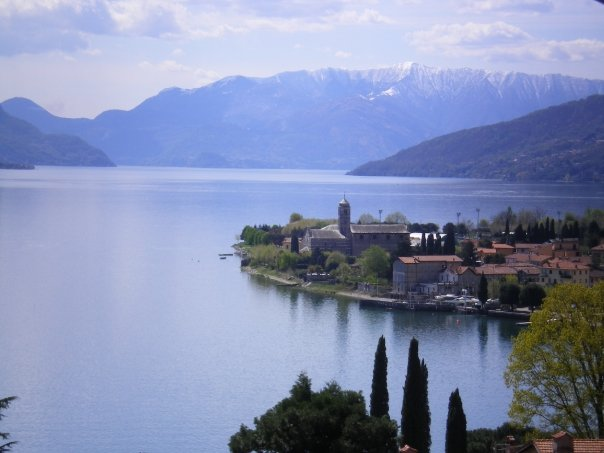
Panorama.

Nel XIV secolo, dispute tra parti oppose portarono alla distruzione di una fortezza localizzata presso il Sasso del Castello in posizione dominante su uno strapiombo sul lago.
Nel 1335 Gravedona, come tutto il territorio lariano, entrò a far parte della Signoria dei Visconti e poi degli Sforza (1450), che contribuirono generosamente alla costruzione della chiesa e del convento di Santa Maria delle Grazie, e fecero ricostruire la strada che portava in Svizzera attraverso il passo di Sant'Jorio. Sempre nel 1335, gli annessi agli Statuti di Como riportano "Grabadona" tra i comuni che, all'interno nell'omonima pieve di Gravedona, aveva l'incarico della manutenzione del tratto della via Regina che andava dal "predicto ponte de Sancto Grigorio in sursum usque ad terminum de Cogotto versus Domaxium et ipsum pontem de Sancto Grigorio".
Dal 1512 al 1524 il paese fu occupato dai Grigioni.
La zona altolariana, così come la Valtellina e il Chiavennasco, fu dominata, dal 1524 per un decennio, da Gian Giacomo Medici, detto il Medeghino, proclamato Signore delle Tre Pievi; egli fu sconfitto, nel 1532, da Francesco II Sforza, che riconquistò la zona di Gravedona.
Alla sua morte (1535), le Tre Pievi entrarono a far parte dello Stato di Milano, sotto il diretto dominio dell'imperatore Carlo V d'Asburgo: è in questo periodo che il nome di Tre Pievi diviene "ufficiale", e viene successivamente confermato durante la dominazione spagnola da parte di Filippo II di Spagna.
Nel 1580 il sovrano spagnolo designò governatore della zona delle Tre Pievi il cardinale Tolomeo Gallio, che a Gravedona fece costruire il palazzo che porta il suo nome. I D'Alvito, nipoti del cardinale, mantennero il feudo fino al termine del XVIII secolo.
Il 1580 segnò tuttavia l'inizio di un'epoca di decadenza. Le tasse imposte dagli spagnoli e l'aumento della popolazione portarono a un periodo di crisi che spinse molti abitanti dell'area all'emigrazione: mete preferite furono Roma, Ancona e soprattutto Palermo: ricordi dell'emigrazione a Palermo si ritrovano ancora nelle chiese della zona, dove spesso una cappella è dedicata a santa Rosalia, e nelle tradizioni degli abitati limitrofi a Gravedona, soprattutto i piccoli paesi di montagna (a esempio, Peglio e Germasino), dove la necessità di emigrare in cerca di lavoro fu maggiormente forte che nei centri più grandi.
Il Seicento vide la guerra di Valtellina, che ebbe ripercussioni anche sull'alto Lario, e la calata dei Lanzichenecchi, che portarono la peste (raccontata dal Manzoni ne I Promessi Sposi).
Al termine della dominazione spagnola, all'inizio del Settecento, tutto il territorio lariano si trovò coinvolto nella guerra austro-francese per il dominio della Lombardia.
Ancora inserito nell'omonima pieve e nel Ducato di Milano, nel 1751 il territorio comunale di Gravedona risulta essere ancora un feudo dalla famiglia Gallio, oltre a comprendere i cassinaggi di Casate, Resiga, Negrana, Segna e Maglio.
Un decreto di riorganizzazione amministrativa del Regno d'Italia napoleonico datato 1812 sancì l'inglobamento, da parte del comune di Gravedona, del territorio di Traversa, che un precedente decreto del 1807 aveva assegnato a Dosso del Liro. Entrambi i decreti furono tuttavia abrogati in seguito alla Restaurazione, che comportò la ricostituzione di Traversa con Naro come entità comunale autonoma.

Dal 1928 al 1948 il territorio comunale di Gravedona comprese anche i soppressi comuni di Traversa, Dosso del Liro, Peglio, e Consiglio di Rumo, dei quali gli ultimi tre vennero in seguito ricostituiti.

Stemma comunale

### Simboli
Lo stemma del comune era stato concesso con decreto del capo del governo del 14 dicembre 1932.
Lo stemma è stato mantenuto come emblema del nuovo comune di Gravedona ed Uniti.
Le crocette ricordano la storica appartenenza di Gravedona al territorio delle Tre Pievi assieme a Sorico e Dongo, comuni che hanno in uso stemmi simili ma con una diversa disposizione delle croci.

## Monumenti e luoghi d'interesse

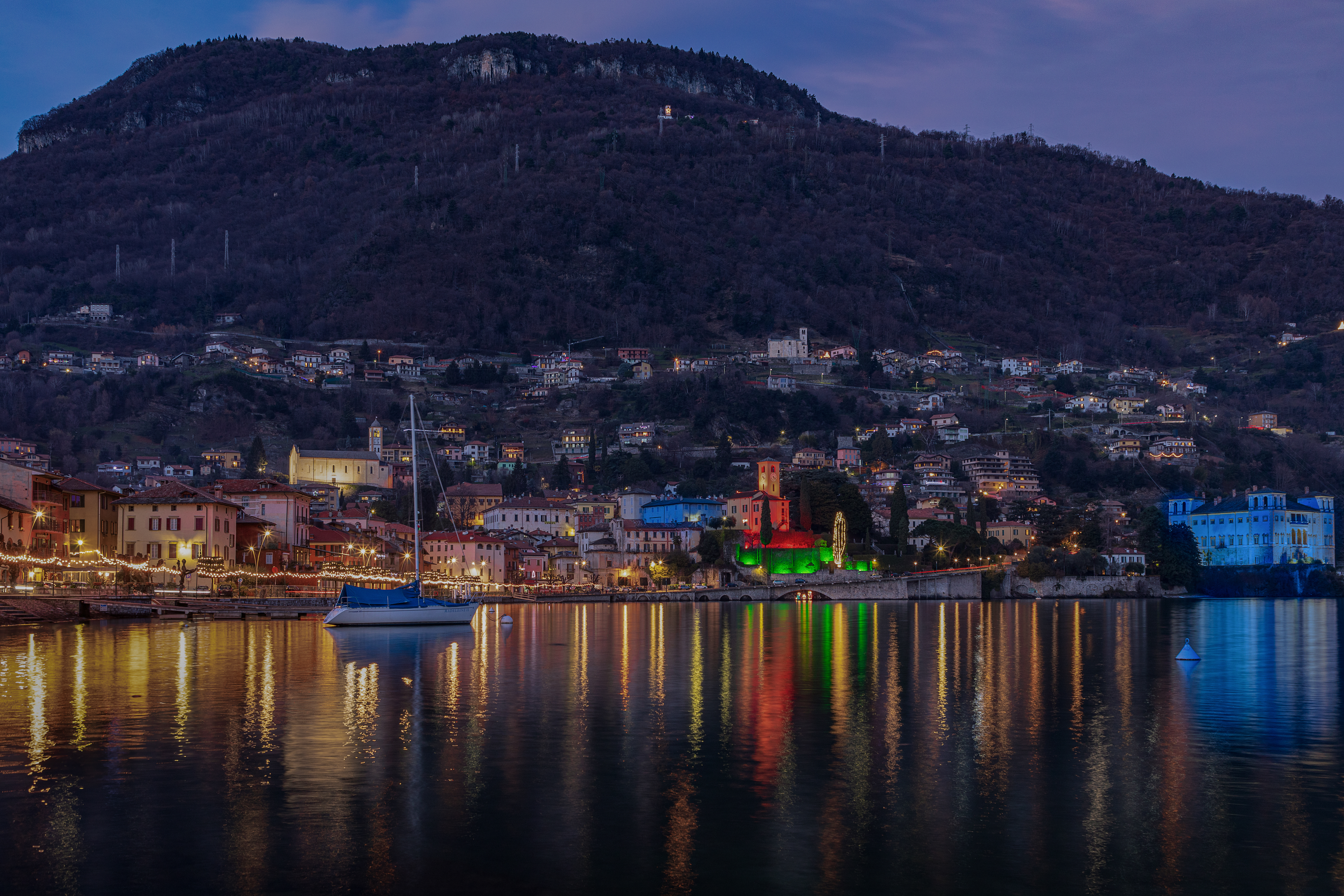
Giochi di luce su palazzo Gallio e alcune delle dodici chiese

### Architetture civili

#### Il nucleo di Castello
La parte antica del centro urbano è formata da due nuclei contigui tra loro: Riva e Castello. Il centro urbano è storicamente caratterizzato dalla presenza dell'Antica Via Regina (l'importante strada romana che collegava Como con Chiavenna e poi proseguiva fino a Coira col nome di Via Francisca), che nel paese passava nella zona detta "del Castello".
Il "Castello" conserva molte delle più antiche case di Gravedona: il centro del paese è la piccolissima Piazza di Prà Castello, dove c'era una chiesa oggi sconsacrata e divenuta sede del Corpo Filarmonico Gravedonese. Qui si trova il Belvedere sul lungolago del paese e sui paesi dell'Alto Lago fino a Bellagio. Tra le antiche case del centro storico si trova anche l'abitazione dove soggiornò Alessandro Volta, ricordato con una targa in pietra. Sulla piazzetta di Prà Castello si affaccia un'abitazione che presenta i resti di finestre quattrocentesche, a testimonianza del fatto che questo luogo è stato il primo centro del paese.

#### Palazzo Gallio
Palazzo Gallio, fatto costruire dal cardinale Tolomeo Gallio, è un imponente edificio sulla riva del lago, oggi sede di mostre e manifestazioni culturali, oltre che degli uffici della Comunità montana Valli del Lario e del Ceresio.

#### Altro
- Casa parrocchiale (XVI-XVIII secolo)[20]
- Casa in via Sabbati 9 (XVIII secolo)[21]
- Casa in via Sale 20[22]
- Madonna col Bambino, affresco sito in facciata al civico 25 del lungolago (XV secolo[23])[24]

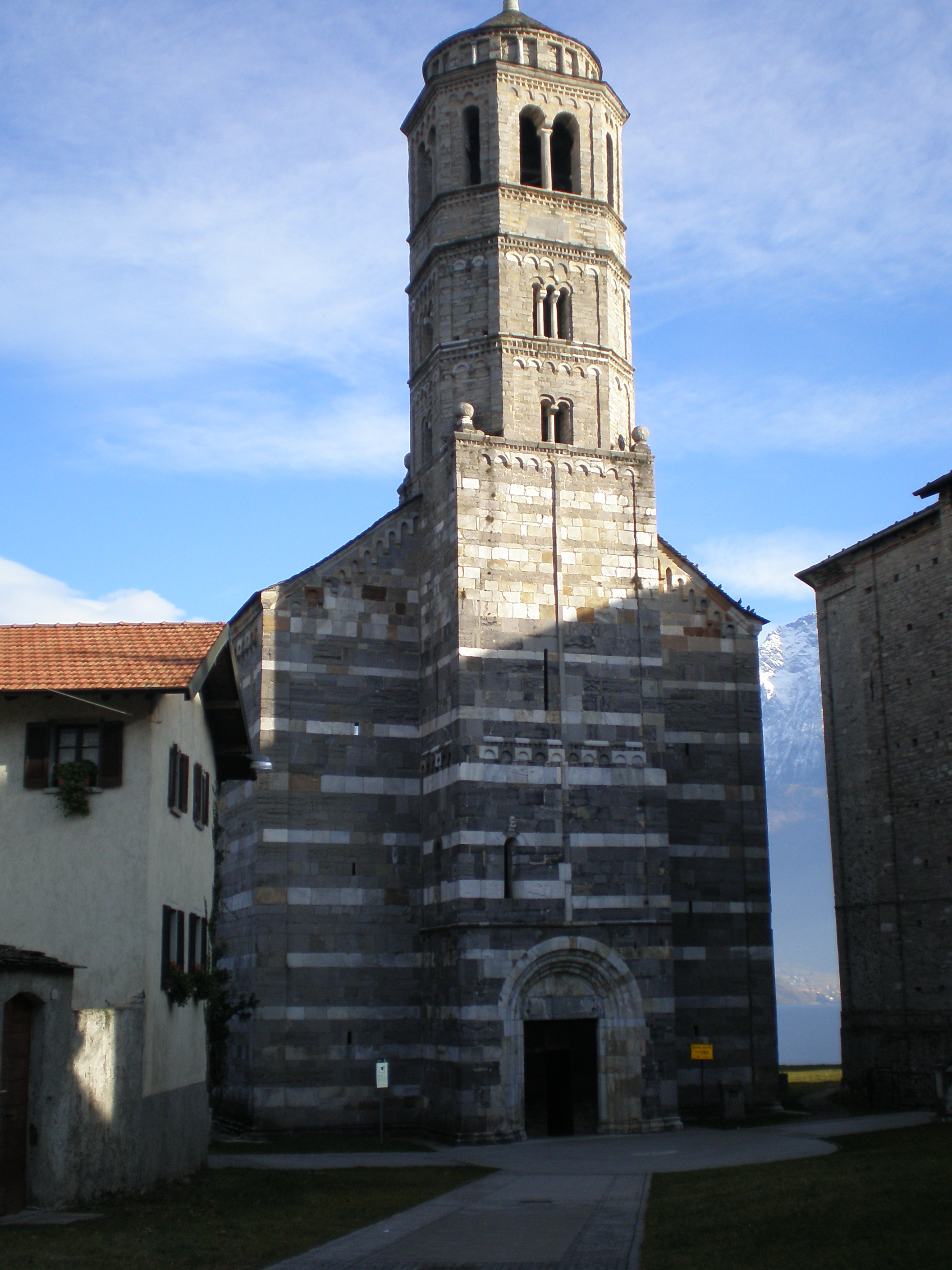
La facciata dell'antico battistero romanico di Santa Maria del Tiglio.

### Architetture religiose

#### Chiese
Il paese di Gravedona è caratterizzato dalla presenza di numerose chiese, dodici per l'esattezza, tra cui alcune sono dei veri capolavori d'arte.
- Chiesa di San Vincenzo[25], la parrocchiale del paese, dedicata al patrono. Sotto la chiesa attuale si trovano i resti della precedente costruzione romanica, la cosiddetta cripta di Sant'Antonio, dove viene celebrata la messa ogni 17 gennaio, giorno di Sant'Antonio;

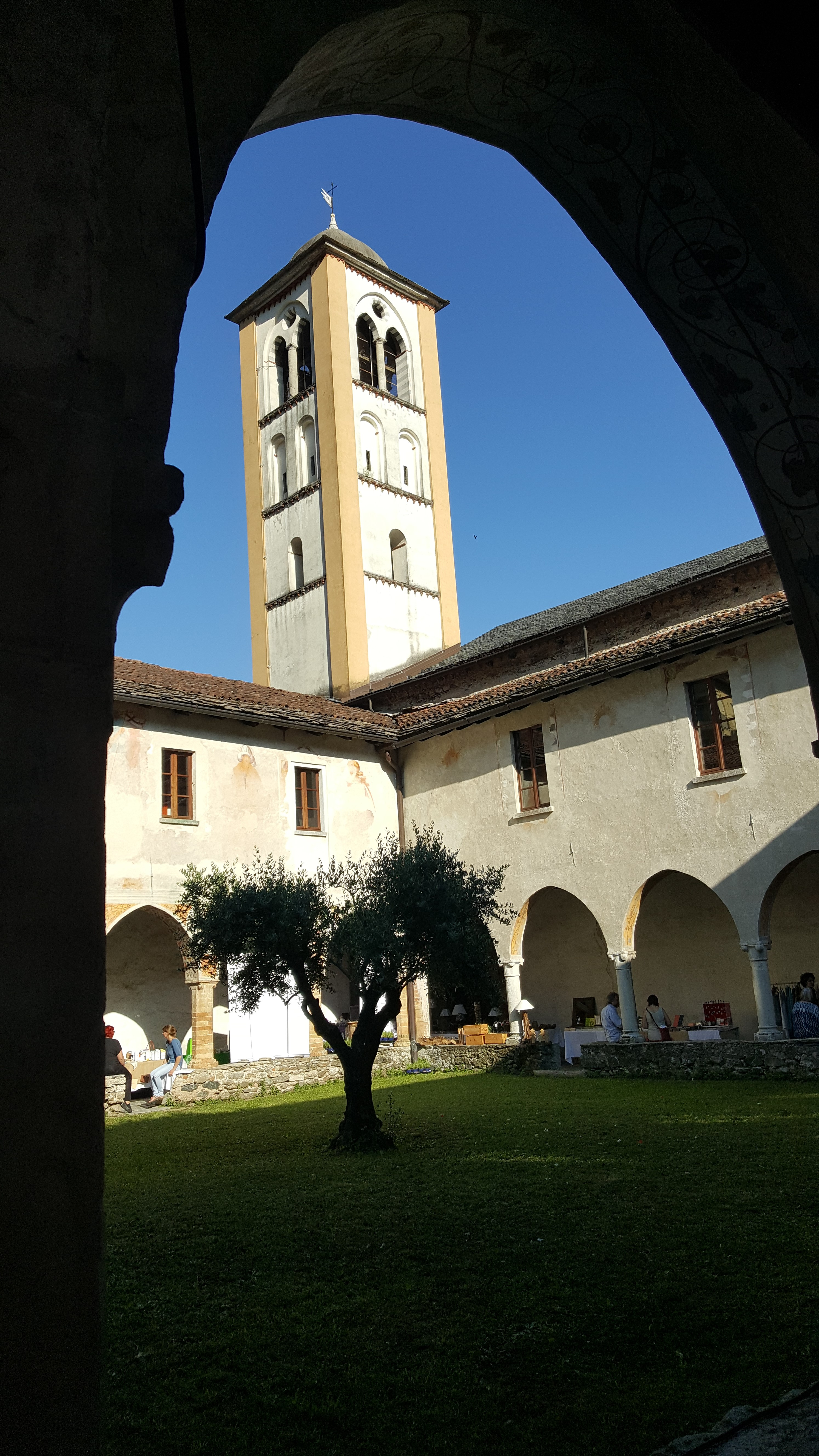
Chiostro di S. Maria delle Grazie

- Chiesa di Santa Maria del Tiglio, antico battistero dalla peculiare forma architettonica: è una delle chiese più antiche della Provincia di Como e rappresenta un perfetto esempio di Romanico comasco, con influenze transalpine, soprattutto renane e borgognone. All'interno è conservato un importante Crocifisso ligneo del XII secolo[26];
- Chiostro di S. Maria delle GrazieChiesa di Santa Maria delle Grazie, sede di un ex convento agostiniano, costruita negli anni 1467-1468[27] e consacrata nel 1496. La chiesa è ancora oggi utilizzata come luogo di culto, mentre i locali del convento ospitano la biblioteca comunale; all'interno della biblioteca, un antico affresco raffigura un Banchetto di agostiniani, con al centro il fondatore dell'ordine[28].

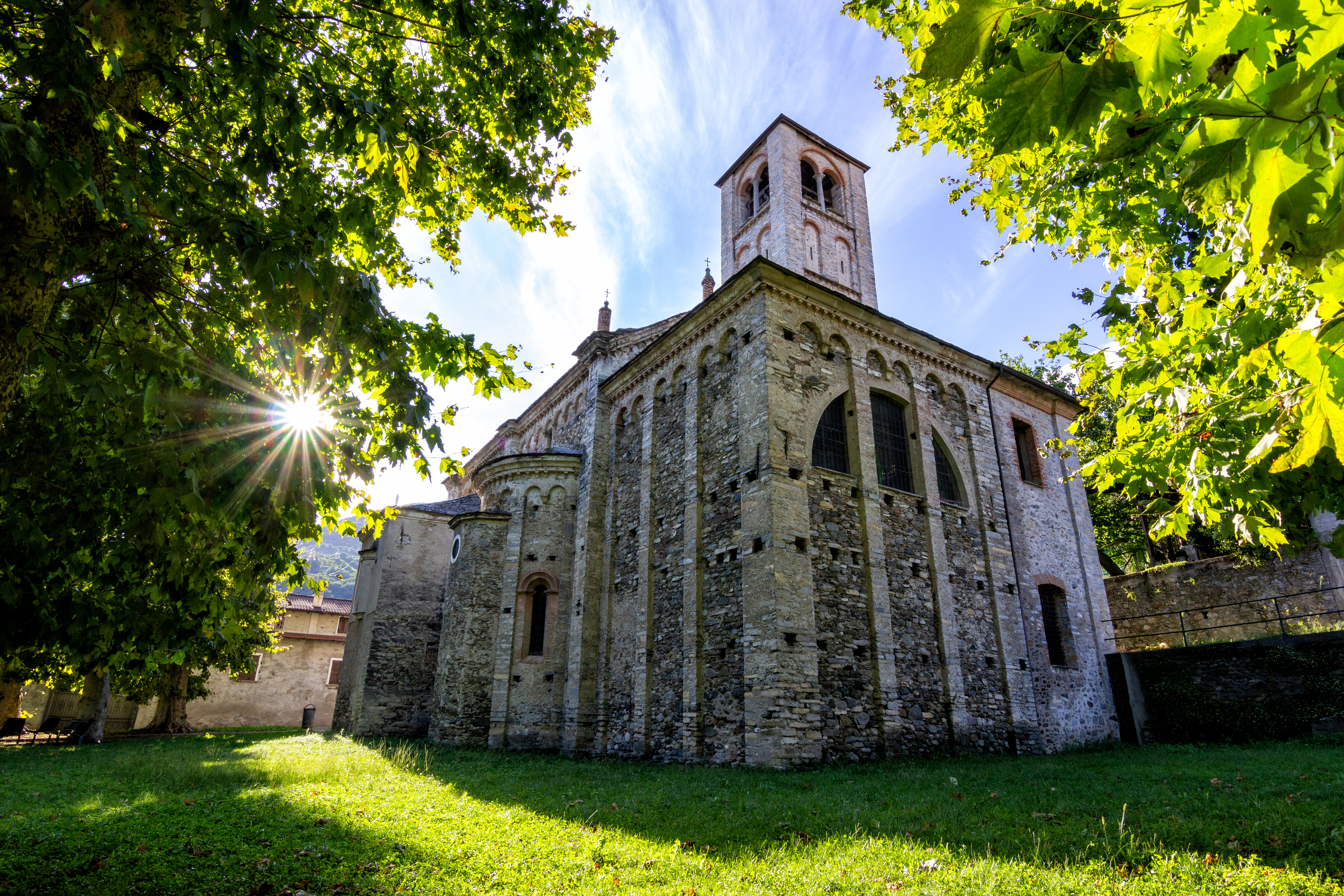
Chiesa dei Santi Gusmeo e Matteo

- Chiesa dei Santi Gusmeo e Matteo, affrescata da Giovanni Mauro della Rovere, detto il Fiammenghino, piccola chiesa sorta sul luogo del martirio dei due santi[29].

A Gravedona si trovano poi altre piccole chiese, principalmente sparse nelle varie frazioni:
- Chiesa di Sant'Abbondio (già attestata nel 1764[30]), nei pressi del ponte sul fiume Liro, all'ingresso del paese: è un piccolo edificio seicentesco, con campanile a vela, che fu distrutto da un allagamento e dopo la restaurazione dedicato a Sant'Abbondio, patrono della Diocesi di Como.

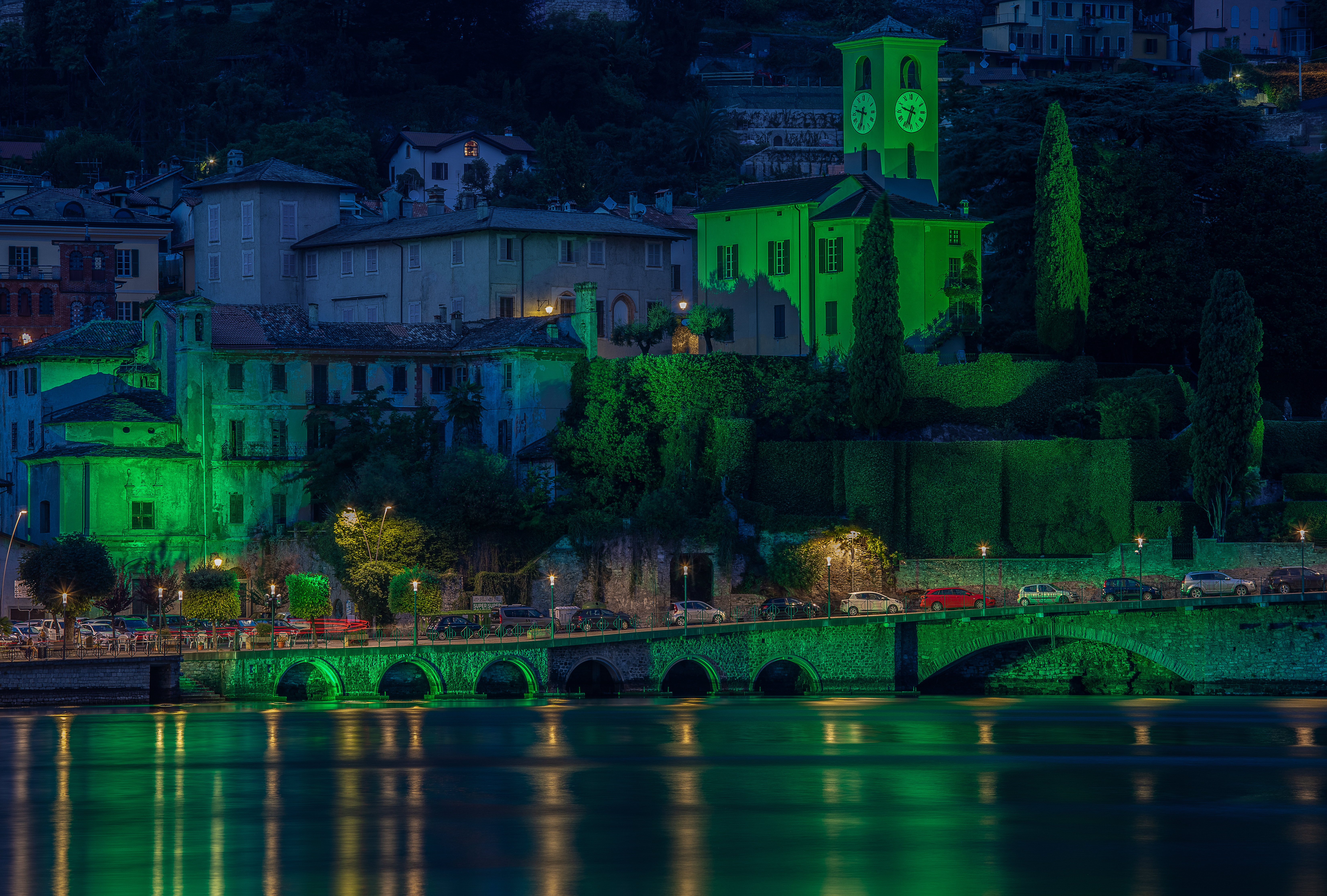
Chiesa della Madonna della Soledad

- Chiesa della Madonna della SoledadChiesa della Madonna della Soledad[31] (Solitudine), sul lungolago nella zona del "Castello": era una piccola chiesa privata, appartenente alla famiglia Motti, di Gravedona. La chiesa è stata costruita tra il XVII e il XVIII secolo; oggi al suo interno si trova un presepe perenne.
- Chiesa di Santa Croce, a Naro, affrescata da Giovanni Andrea de Magistris e da Sigismondo de Magistris[32]
- Chiesa di San Carlo, a San Carlo[33]
- Chiesa di San Lorenzo (prima metà del XVI secolo), a Segna[34]
- Chiesa dei Santi Nabore e Felice (1593-1769), a Negrana[35]
- Chiesa di San Martino (1682), a Traversa[36]
- Chiesa di San Pietro in Costa (seconda metà del XV secolo)[37], presso il confine con il comune di Dosso del Liro

#### Altro
- Cappella della Buona Morte (fine Seicento-inizio Settecento)[38]

## Infrastrutture e trasporti
Gravedona, come tutta la sponda comasca, non è molto servita da trasporti. Gravedona è solamente servita tutte le stagioni da un servizio di Navigazione.
Oltre ai servizi di navigazione è presente la Strada statale Regina (SS 340).

## Società

### Evoluzione demografica

#### Demografia pre-unitaria
- 1751: 1 057 abitanti[10]
- 1771: 1 200 abitanti[39]
- 1805: 1 359 abitanti[12]
- 1809: 1 168 abitanti[12]
- 1853: 1 592 abitanti[40]

#### Demografia post-unitaria
Abitanti censiti

### Tradizioni e folclore
Gli abitanti di Gravedona, come quelli di tutti i paesi lariani, hanno un soprannome: vengono chiamati scongiurabecch (voce difficilmente traducibile: scongiurare nel senso di pregare, invocare, e becco, il nome popolare dato al maschio della capra).
Alla base di questo soprannome c'è una leggenda, che narra come, durante una grande fiera del bestiame, un ragazzo proveniente da Pagnona, venuto a Gravedona per vendere le sue capre, smarrì il caprone (il "becco"), che, non visto, fuggì all'interno della chiesa di Santa Maria del Tiglio, dove rimase impigliato con le corna alle corde delle campane. Scuotendo la testa per liberarsi, tirò le corde e fece suonare le campane. I Gravedonesi, pensando che le campane fossero suonate dal Demonio, subito si inginocchiarono a pregare per "scongiurare" il pericolo di Satana. Ma il pastore capì che la causa di tutto questo trambusto era la sua bestia, e, fischiando, la richiamò a sé. Il becco riconobbe il fischio del padrone, si liberò dalle corde e tornò dal pastore. Da questa leggenda nasce il detto «Var pusee un ciful de Pagnona, che tucc i scongiurabecch de Gravedona» ovvero «Vale di più un fischio di Pagnona, che tutti gli "scongiurabecch" di Gravedona».
Altra tradizione molto sentita in paese è legata a San Nicola da Tolentino, che si festeggia il 10 settembre di ogni anno. Al mattino, al termine della messa che si tiene nella chiesa di Santa Maria delle Grazie, in cui si trova un altare dedicato al santo, vengono distribuiti i panini di San Nicola, dei panini duri e piccoli, che, secondo la credenza popolare, guariscono i credenti che li mangiano durante una malattia.
In una ignota abitazione alla periferia di Gravedona avvenne l'assassinio a tradimento di Vincenzo Pacchiana da parte di Giacomo Carciocchi, detto Carcino Carciofoli.

## Galleria d'immagini

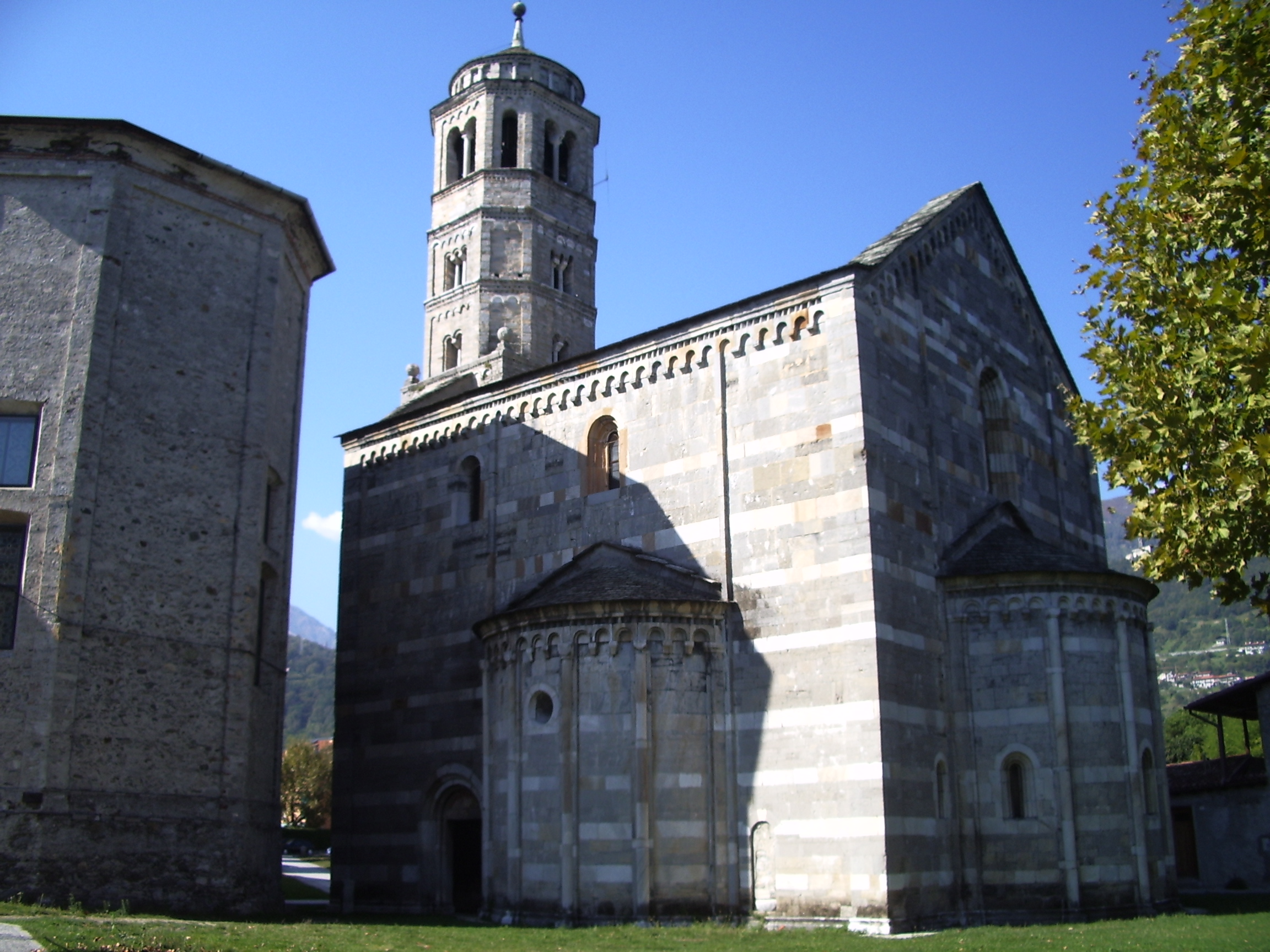
Santa Maria del Tiglio
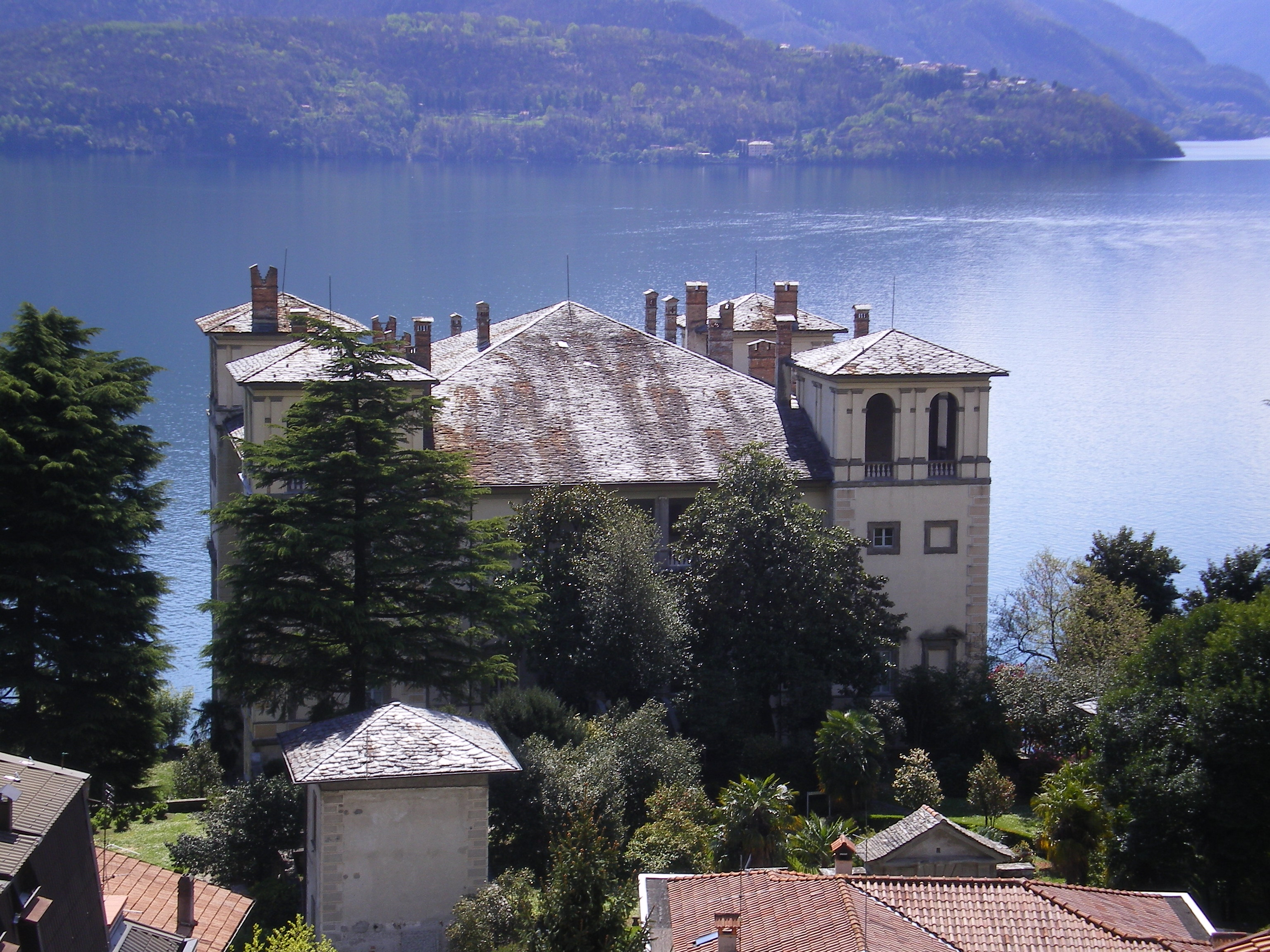
Palazzo Gallio.
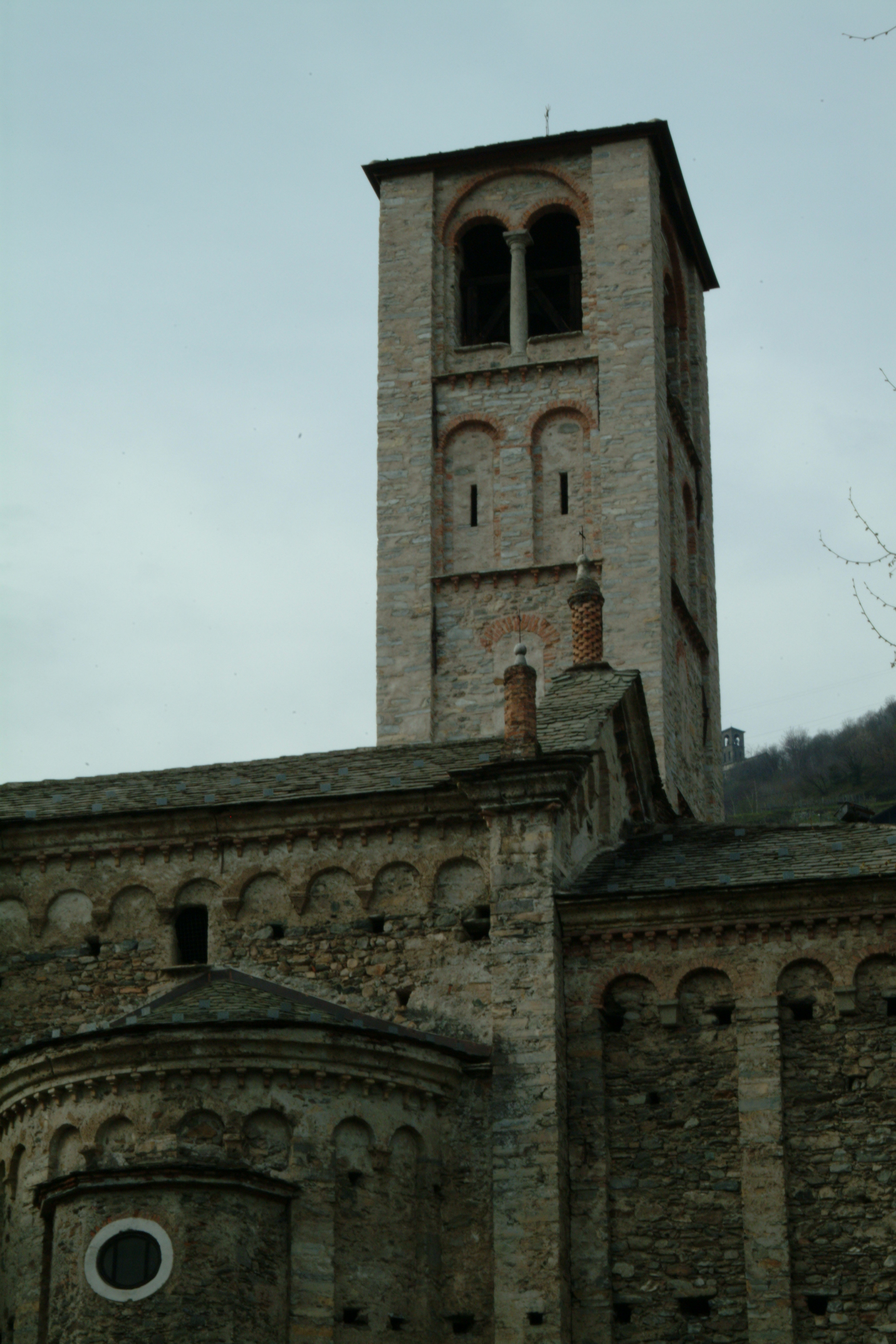
Il campanile della chiesa dei Santi Gusmeo e Matteo.
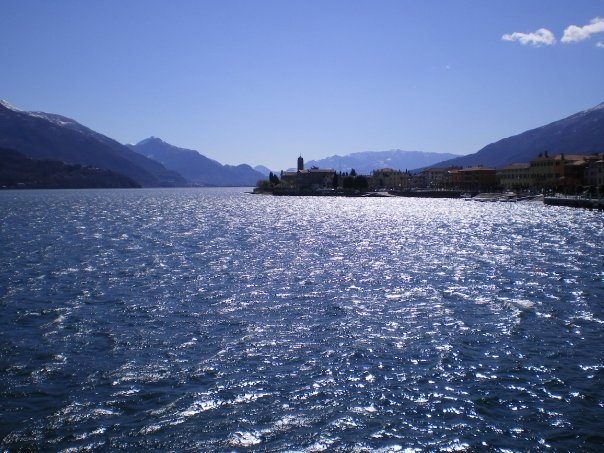
Panoramica dal Belvedere di Prà Castello.
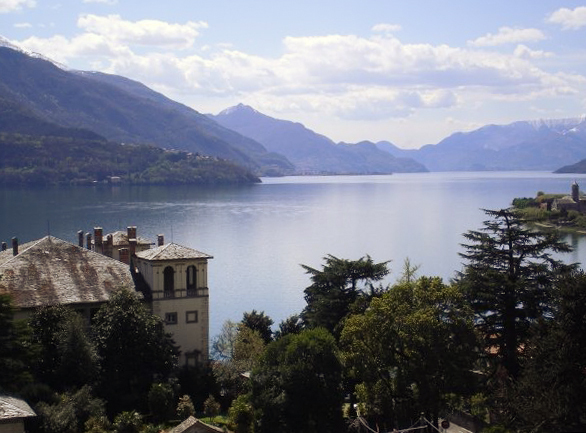
Vista su Palazzo Gallio.
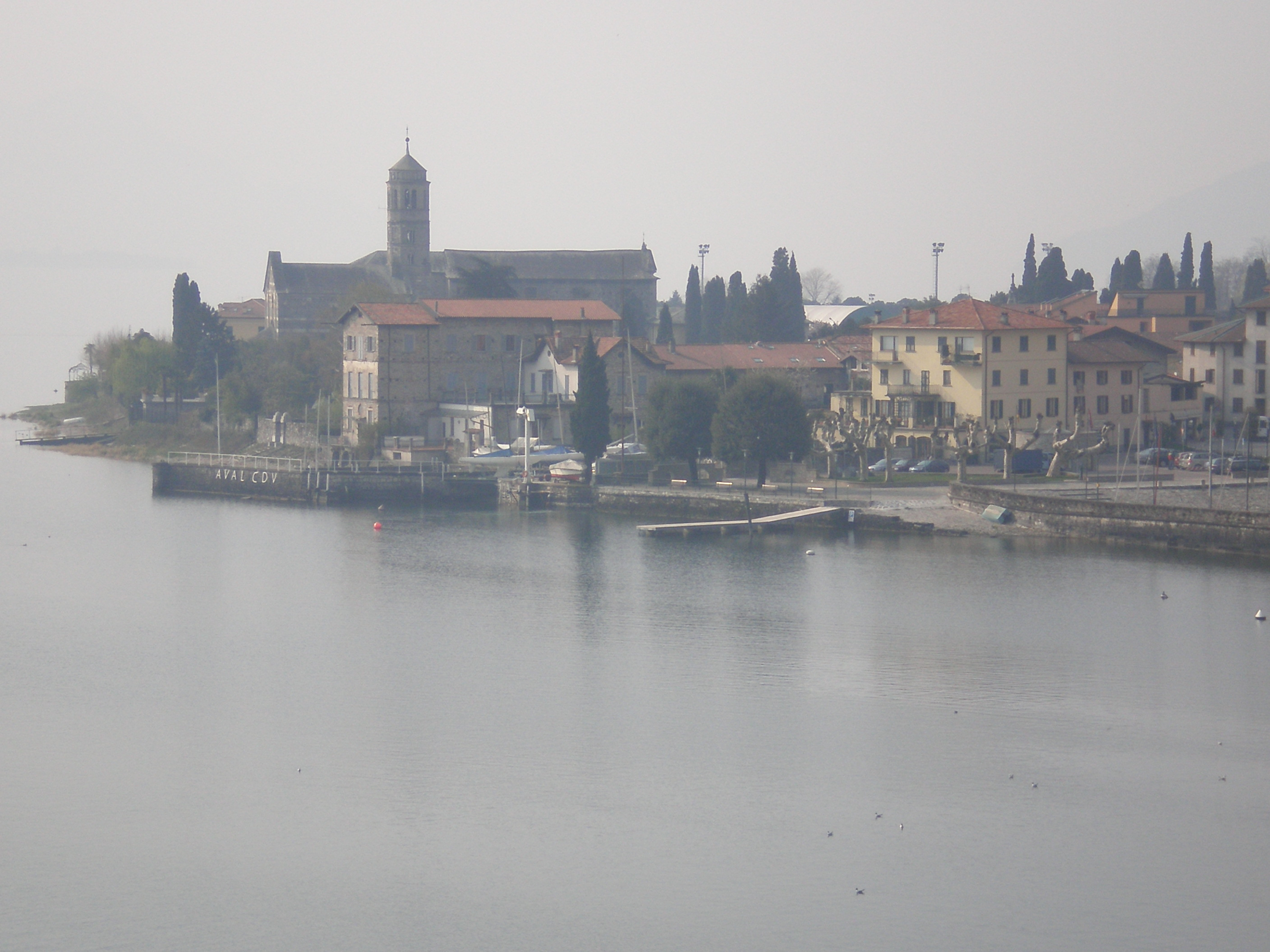
Panorama sulle chiese di Santa Maria del Tiglio e San Vincenzo
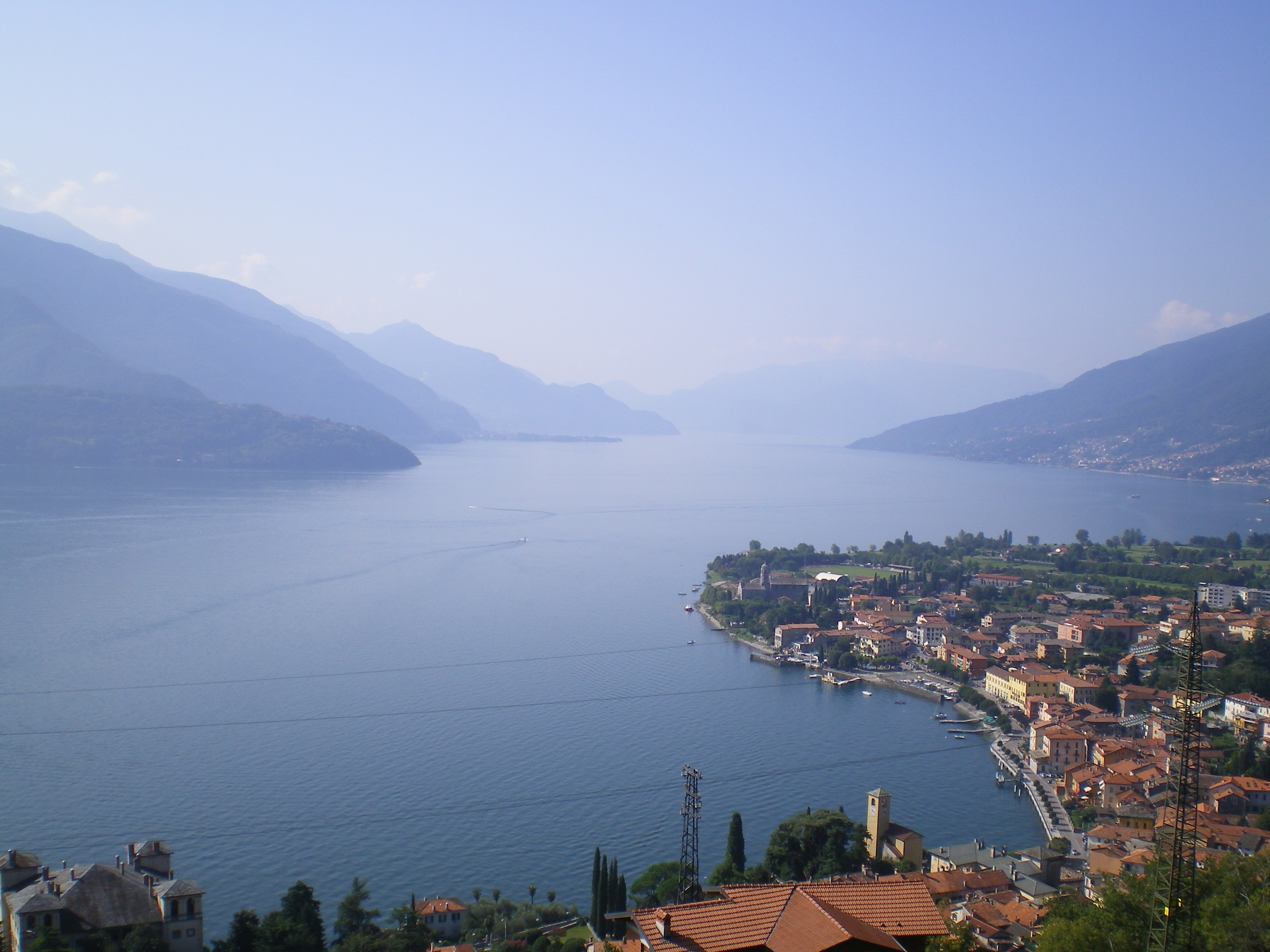
Vista sul paese dalla frazione di San Carlo